# Мадалена (Кунео)
Мадалена је насеље у Италији у округу Кунео, региону Пијемонт.
Према процени из 2011. у насељу је живело 144 становника. Насеље се налази на надморској висини од 1612 м.